# Stormram

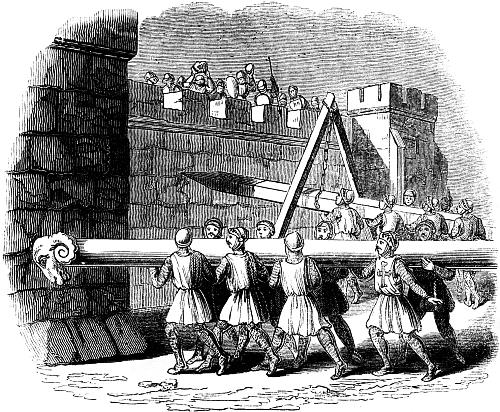
Eenvoudige stormram met metalen punt in gebruik

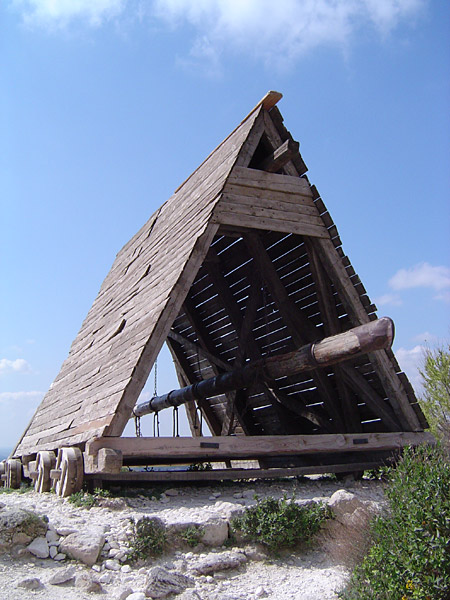
Replica van een stormram

Een stormram of rammei is een belegeringswapen om de poorten of muren van een vesting fysiek open te beuken, zoals een ram (mannetjesschaap) met de gehoornde kop tegen een rivaal of andere bedreiging aanbeukt.

## Geschiedenis
De stormram stamt uit de klassieke oudheid en bleef in militair gebruik bij belegeringen in de middeleeuwen en renaissance.
In zijn simpelste vorm is een stormram enkel een lange, zware boomstam, die door verscheidene mensen gedragen wordt en met kracht tegen een obstakel aangezwaaid wordt, waarbij de snelheid ervoor zorgt dat het obstakel schade toegebracht wordt.
Bij een meer geavanceerde vorm hangt de boomstam aan touwen of kettingen aan een frame, dat op wielen staat waardoor de ram zwaarder kan zijn en hij makkelijker gezwaaid kan worden. Soms werd de kop van de ram (eventueel in die vorm gesculpteerd) voorzien van een metalen uiteinde. Veel stormrammen hadden beschermende daken en zijschermen die bedekt waren met leer of andere materialen, in een poging te voorkomen dat de mensen die het werktuig bedienden gedood zouden worden door pijlen of dat de ram in brand werd gestoken. Stormrammen konden ook op één of meer niveaus worden ingebouwd in een belegeringstoren.
In de kastelen of forten die aangevallen werden probeerden de verdedigers de ram te stoppen door obstakels voor de ram te gooien net voor deze bij de weermuur aankwam, door haken te gebruiken om de stam uit te schakelen, de ram in brand te steken of door een aanval op de ram te wagen.

## Modern gebruik
Stormrammen worden tot op heden in verschillende rollen gebruikt, soms op voertuigen gemonteerd. Arrestatieteams, de politie en de brandweer gebruiken soms een kleine, ijzeren ram (informeel een 'bonk' genoemd) om gesloten deuren open te beuken.

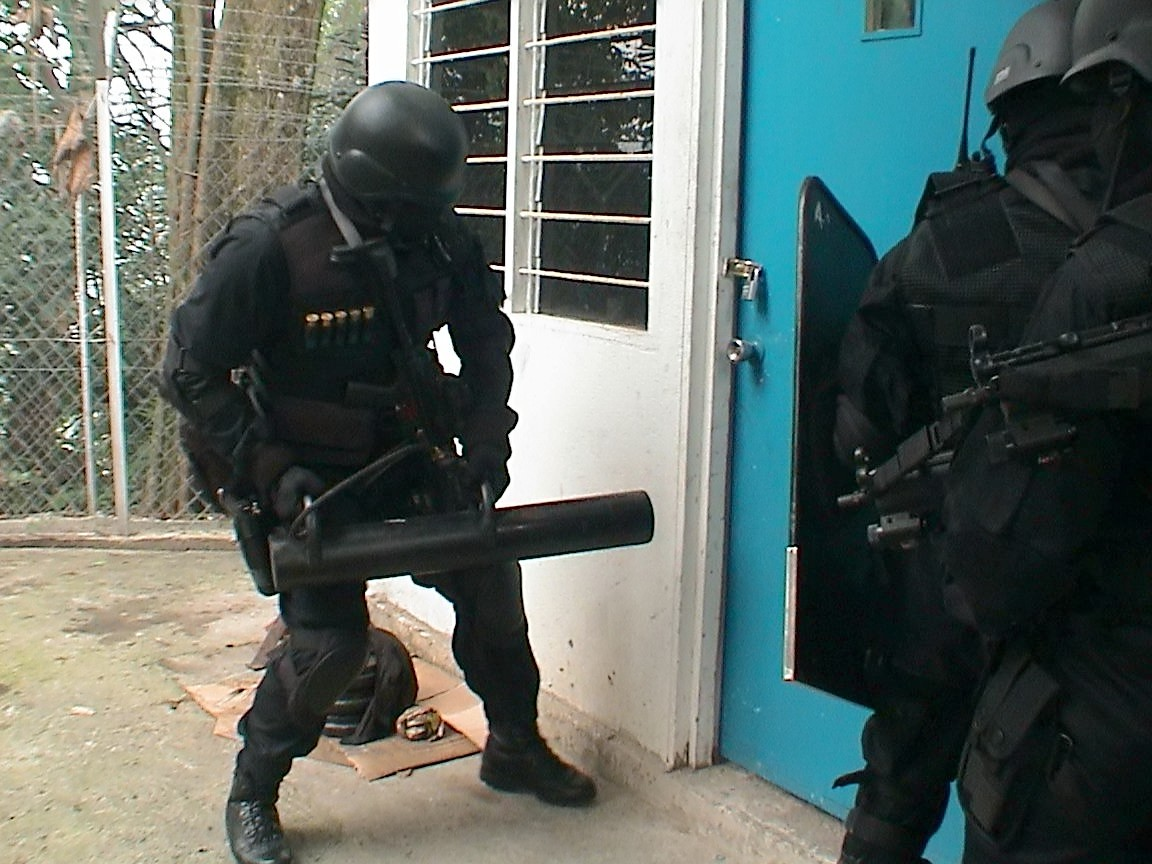
Het openen van een deur met een deurram of bonk